# Raúl Reyes
Raúl Reyes Silva, vero nome Luis Edgar Devia Silva (La Plata, 30 settembre 1948 – Santa Rosa de Yanamaru, 1º marzo 2008) è stato un politico e guerrigliero colombiano.
Fu uno dei membri del Secretariado, portavoce del Bloque del Sur delle FARC. Prima di unirsi alla FARC fu sindacalista e politico locale.
Morì in territorio ecuadoriano a causa di un attacco aereo e terrestre condotto contro un suo accampamento, da aviazione ed esercito colombiano. L'operazione che ha condotto alla morte di Reyes scatenò una crisi diplomatica tra Colombia ed Ecuador e tra Colombia e Venezuela.

## Circostanze della morte
Fu ucciso durante un'operazione militare vicino a Santa Rosa de Sucumbíos, cittadina ecuadoriana che confina con il dipartimento colombiano del Putumayo, il 1º marzo del 2008. L'attacco cominciò alle 00:25. Il campo base di Raúl Reyes si trovava in Ecuador a circa 1 800 metri dalla frontiera con la Colombia. L'operazione militare colombiana, chiamata "Fénix", contò sulla partecipazione della polizia nazionale colombiana, dell'esercito e della forza aerea colombiana.
La sua localizzazione fu possibile grazie ai contatti diplomatici che Reyes stava tenendo in vista della liberazione di Ingrid Betancourt e al telefono satellitare che aveva utilizzato.
Secondo quanto informò il Ministero della difesa colombiano, all'arrivo degli elicotteri sul punto di attacco, si trovarono davanti a fuoco ostile proveniente dal campo base delle FARC, che causò la morte del soldato Carlos Hernández León. Le autorità colombiane stimano un totale di 17 guerriglieri morti durante l'operazione
Secondo quanto stimarono le autorità dell'Ecuador quando esplorarono il posto e i cadaveri dei guerriglieri, i morti avevano ancora il pigiama addosso quando il campo fu bombardato dall'aviazione, che avrebbe utilizzato una "tecnologia di punta". I fatti vennero classificati come "massacro" e non come uno scontro o un inseguimento. Furono incontrate tre donne ferite nel campo.

### Reazione del governo ecuadoriano
Dopo la morte di Reyes, il presidente ecuadoriano Rafael Correa dichiarò che il presidente colombiano Álvaro Uribe Vélez lo aveva informato della situazione e disse che avrebbe inviato le forze militari a investigare i fatti successi nella zona di frontiera.
Successivamente, Correa dichiarò che la Colombia aveva invaso illegalmente il territorio ecuadoriano per bombardare il campo di Reyes, e si indignò affermando che "qui nessuno può entrare nel nostro territorio, meno che mai armato, che siano forze irregolari o regolari".
Secondo Correa, i guerriglieri morti furono bombardati e massacrati utilizzando "tecnologia di punta" mentre dormivano nel loro campo, probabilmente con aiuto di una "potenza straniera". L'esercito colombiano entrò dopo il bombardamento nel territorio ecuadoriano per recuperare il cadavere di Reyes, abbandonando gli altri sul posto.
Correa concluse dicendo che "il presidente Uribe fu mal informato o mentì sfacciatamente al presidente dell'Ecuador, ma il governo ecuadoriano non permetterà altri oltraggi del governo colombiano. Andremo avanti fino all'ultima conseguenza affinché si dichiari questo fatto come uno scandalo e un'aggressione al nostro territorio e alla nostra patria".

Il governo Ecuadoriano ritirò il suo ambasciatore a Bogotà e inviò una nota di protesta, nella quale si chiede alla Colombia che spieghi il "procedimento indebito da parte delle sue forze militari", ribadendo che "nessuna forza militare regolare o irregolare può attuare nel territorio Ecuadoriano che, in base al diritto di legittima difesa e alla propria sicurezza, respingerà, catturerà e sottometterà alla giustizia chi entri armato nel proprio territorio o si stabilisca in esso per sviluppare attività fuori dal limite della legge".

Nella notte del 2 marzo del 2008, il presidente Correa annunciò pubblicamente l'espulsione dell'ambasciatore colombiano a Quito e sollecitò la convocazione immediata dei Consigli permanenti della OEA e della CAN, ordinò la mobilizzazione delle truppe ecuadoriane alla frontiera nord. Allo stesso tempo, Correa esigette dal governo colombiano una "promessa firmata di rispetto all'Ecuador" e non soltanto delle scuse formali.